# Astromóvil lunar

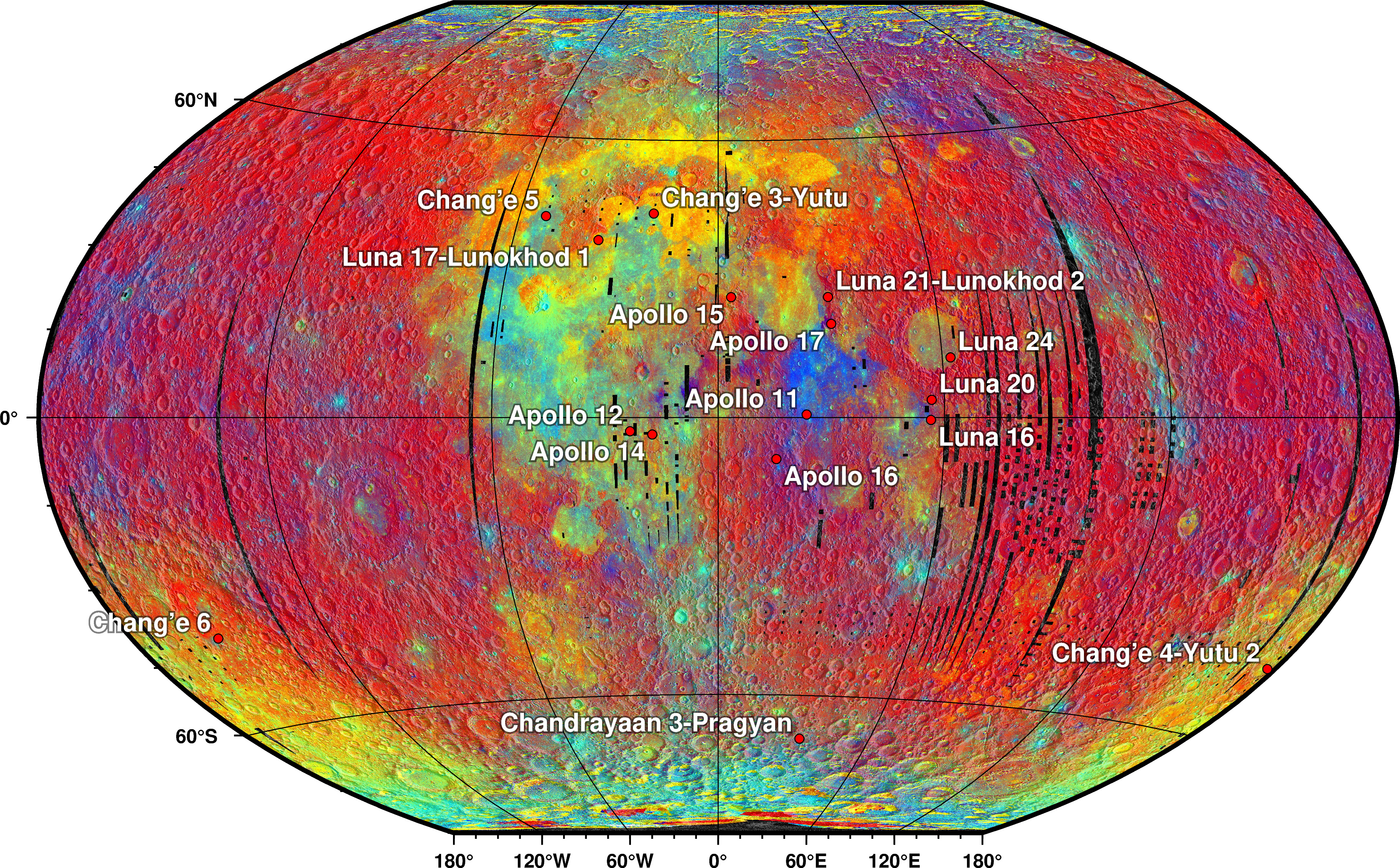
Lugares de aterrizaje de misiones rover y de recogida de muestras. Rojo: Viejas zonas montañosas lunares. Azul: zonas montañosas jóvenes. Amarillo: mar lunar (alta concentración de titanio). Cian: mar lunar (baja concentración de titanio)

Un astromóvil lunar o rover lunar es un astromóvil (vehículo motorizado de exploración espacial) específicamente diseñado para moverse a través de la superficie de la Luna mediante rodadura. Algunos rovers han sido diseñados para transportar miembros de la tripulación de un vuelo espacial, como el Vehículo Ambulante Lunar Apolo; otros son parcialmente o plenamente robots autónomos, como Lunojod 1 y Yutu. Hasta 2013, tres países han tenido astromóviles en la Luna: la Unión Soviética, los Estados Unidos
y China

## Misiones pasadas

### Lunojod 1

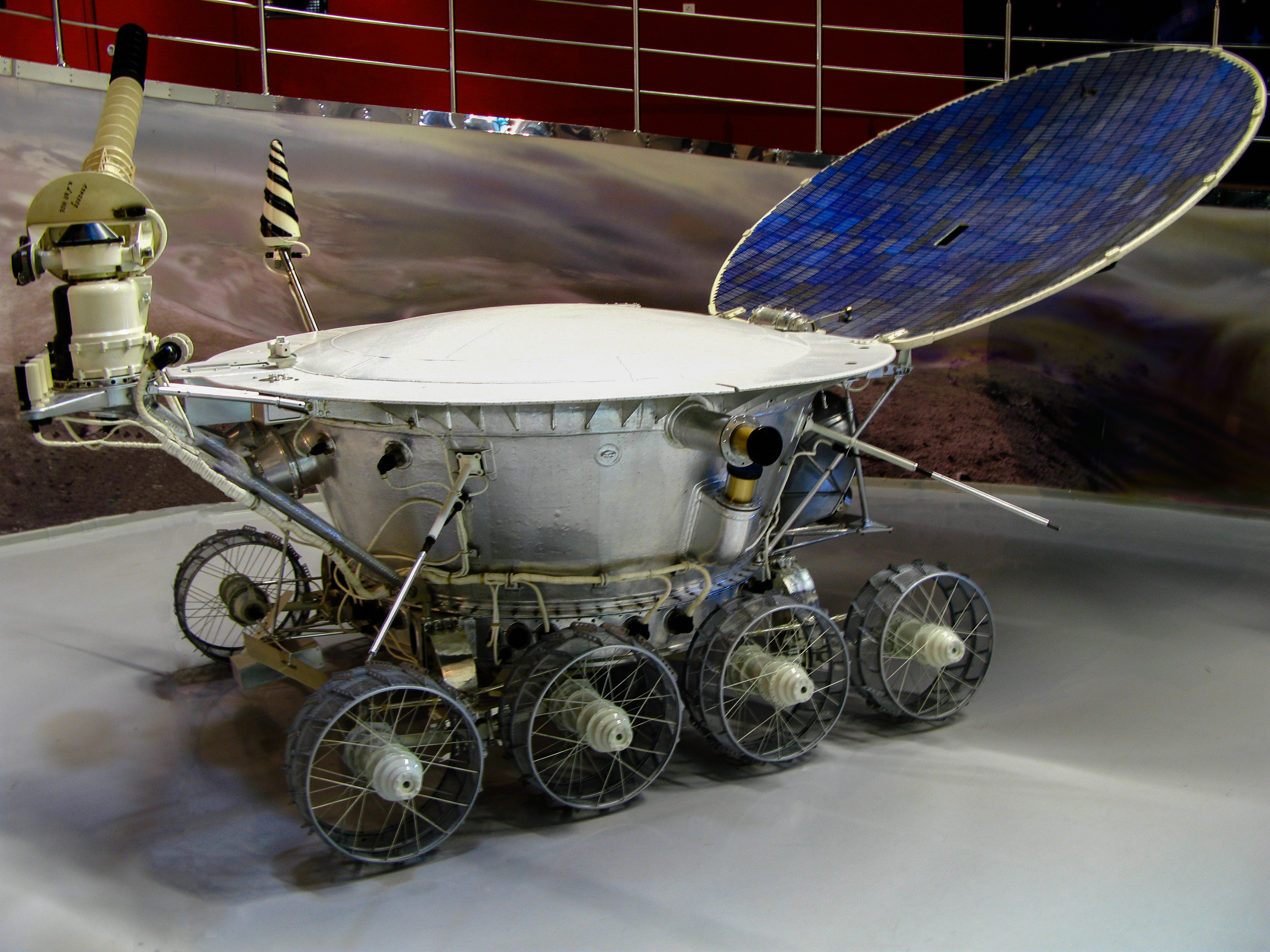
Lunojod 1

Lunojod 1 (en ruso, Луноход) era el primero de dos astromóviles lunares sin nombre que la Unión Soviética alunizó como parte de su programa Lunojod. La nave espacial que llevó a la luna al Lunojod 1 recibía el nombre de Luna 17. La aeronave alunizó en el mar de Lluvias en noviembre de 1970. Lunojod fue el primer robot ambulante dirigido por control de remoto en aterrizar en otro cuerpo celeste. Tras 11 meses de trabajo en la superficie lunar, Lunojod 1 ostentó el récord de durabilidad de un rover durante más de 30 años, hasta que un nuevo récord fue alcanzado por el explorador marciano Mars Exploration Rover.

### Lunojod 2
Lunojod 2  es el segundo de los dos vehículos lunares sin nombre que la Unión Soviética alunizó como parte de su programa Lunojod. La nave Luna 21 alunizó y desplegó este astromóvil en enero de 1973. Los objetivos de esta misión, era recolectar imágenes de la superficie lunar, examinar los niveles de luz ambiental para determinar la viabilidad de observaciones astronómicas desde la luna, realizar tests de rendimiento sobre tecnologías láser, la observación de los rayos X solares, toma de mediciones de campos magnéticos, y estudiar la mecánica de los materiales sobre la superficie lunar.

### Vehículo Ambulante Lunar Apolo

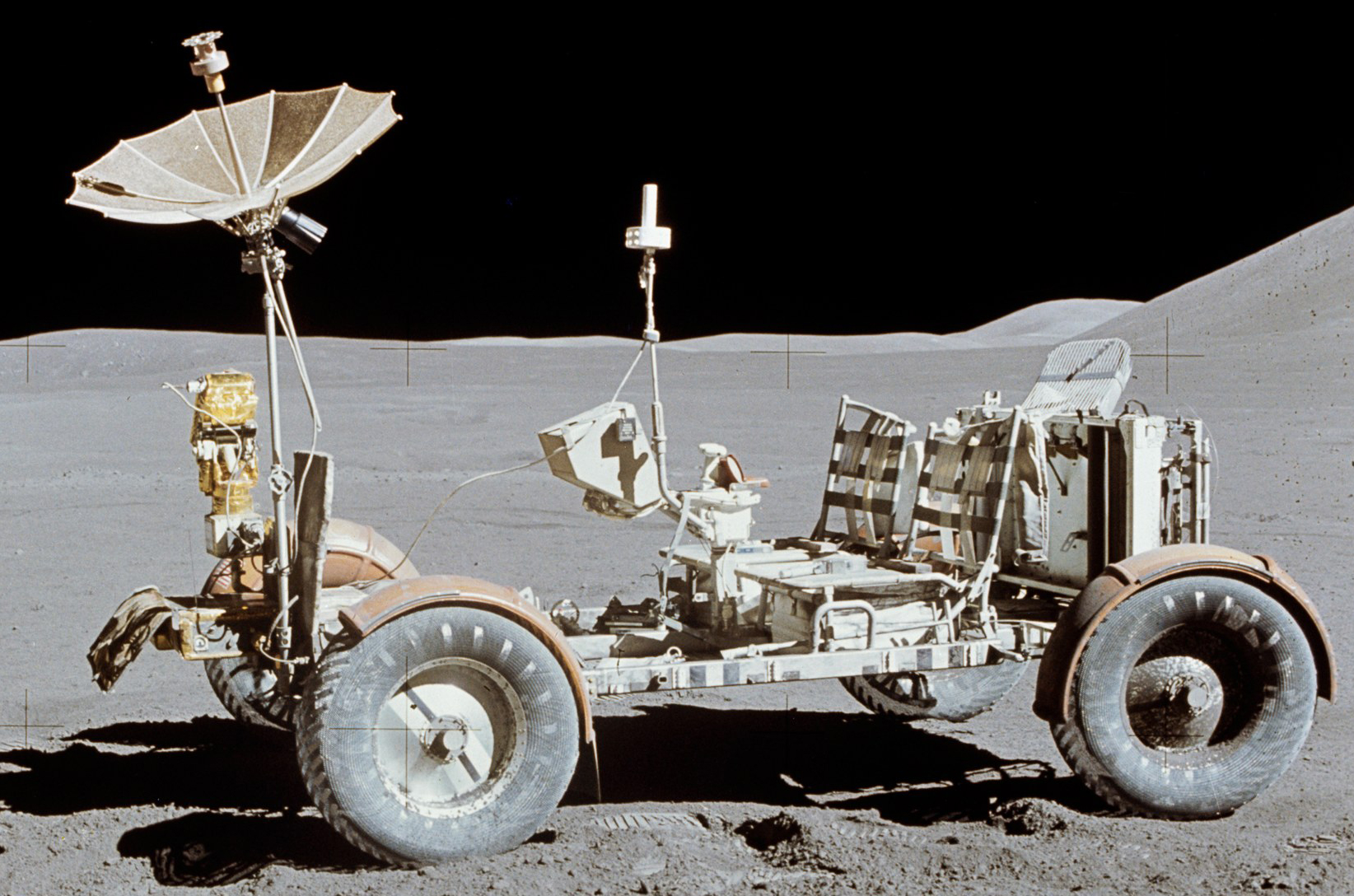
Vehículo Ambulante Lunar en la Luna en 1971 (misión Apolo 15)

El Lunar Roving Vehicle (LRV) o Vehículo Ambulante Lunar era un vehículo alimentado por baterías y propulsado por cuatro ruedas utilizado en la Luna durante las últimas tres misiones del programa Apolo (15, 16, y 17) durante 1971 y 1972. El LRV era capaz de llevar uno o dos astronautas, su equipamiento, y las muestras lunares recogidas.

### Yutu
Yutu, es un astromóvil lunar chino que se lanzó el 1 de diciembre de 2013 y alunizó el 14 de diciembre de 2013 como parte de la misión Chang'e 3. Se convirtió en el primer vehículo lunar de China, y formaba parte de la segunda fase del Programa de Exploración Lunar chino emprendido por  China National Space Administration (CNSA). El lunar rover se llama Yutu, o Conejo de Jade, nombre que se escogió por ser el ganador de una encuesta en línea.
El rover encontró dificultades operativas después de la primera noche lunar del día 14, y era incapaz de moverse después del fin de la segunda noche lunar. No obstante, fue capaz de recoger algunos datos útiles.
El rover Yutu podría ser el primer robot realizando una hibernación real en la luna.

## Misiones previstas

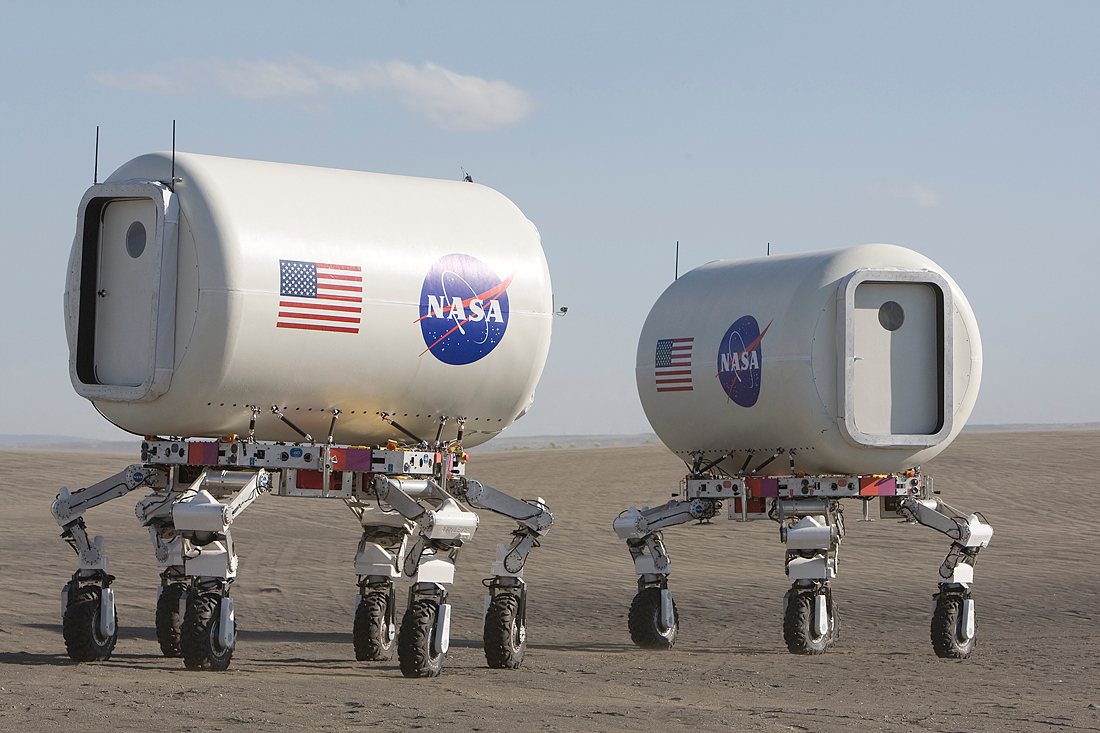
Modulos de la misión.

### El equipo Barcelona Moon Team
El Barcelona Moon Team es un equipo que participa en el Google Lunar X Prize, con una fecha de lanzamiento prevista en junio de 2015, aunque en octubre de 2017 no había noticias de su envío a la Luna.

### Astrobotic Tecnología rover
Astrobotic Technology, es una compañía privada situada en Pittsburgh, Pensilvania, Estados Unidos, que planea enviar un rover a la Luna en octubre de 2015, como parte del Google Lunar X Prize.

### Chang'e 4 rover
Misión china con una fecha de lanzamiento prevista para el 2015.

### Chandrayaan-2 rover
El Chandrayaan-2 es la primera misión india que pondrá un rover en la luna. Esta cuenta con un orbitador lunar y un lander lunar. El rover pesa 50 kg, tendrá seis ruedas y será alimentado por energía solar. Aterrizará cerca a uno de los polos y se mantendrá activo durante un año, moviéndose hasta 150 km a velocidad máxima de 360 m/h. El año de lanzamiento propuesto para la misión es 2017.

### SELENE-2 rover
Misión robótica japonesa hacia la Luna. Incluirá un orbitador, un lander y un rover. El año de lanzamiento previsto es el 2017.

## Misiones Propuestas

### ATHLETE

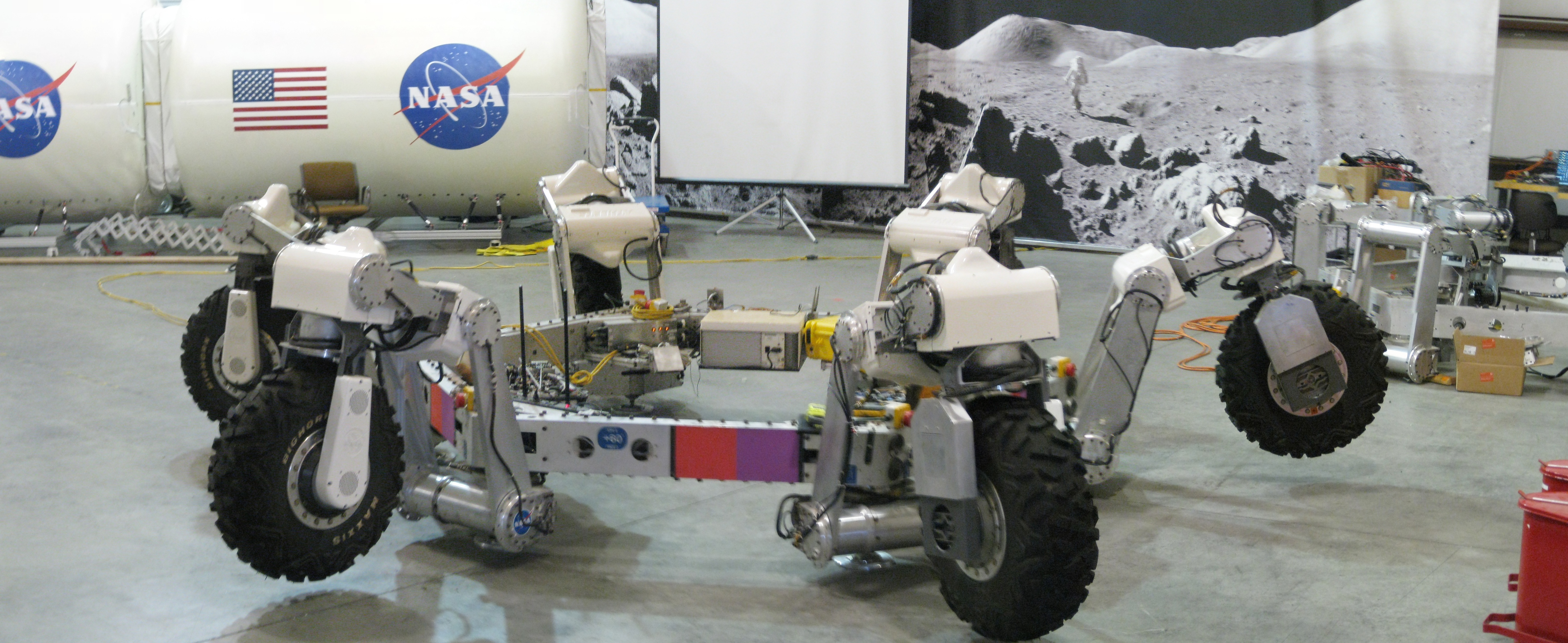
El rover ATLETA en instalaciones de prueba en JPL. Tomada en agosto de 2008.

Los planes de la NASA para misiones futuras en la luna, incluyen rovers que tengan un rango mayor que los rover de la Apolo. El Todo-Terreno Hex-Legged Extra-Explorador Terrestre (ATLETA) es un vehículo-robótico de seis patas en desarrollo por el Laboratorio de Propulsión del Jet (JPL). ATLETA es un vehículo de pruebas  y está diseñado para uso en la Luna. El sistema es en desarrollo junto con Johnson de NASA y Ames Centros, Stanford Universitary y Boeing. ATLETA está diseñado, para ser altamente eficiente y para ser capaz tanto de rodar como de caminar por una gran variedad de terrenos.

### Luna-Grunt rover
Luna-Grunt rover (O Luna-28) es un rover lunar propuesto por Rusia (Lunojod).

### Scarab
Scarab es una nueva generación de rover lunar que se diseñó para asistir a astronautas, toma de rocas y muestras minerales, y explorar la superficie lunar. Está siendo desarrollado por el Instituto de Robótica de la Universidad Carnegie Mellon, y es apoyado por la NASA.

### Vehículo de Exploración espacial
El SEV es el vehículo propuesto para ser el sucesor del Lunar Roving Vehicle de las misiones Apolo. Es una mezcla entre cabina de supervivencia y un pequeño camión que dispone de un pequeño baño y espacio para dos astronautas (cuatro en caso de emergencia).